# Atrophaneura priapus
Espèce
Statut de conservation UICN

LC : Préoccupation mineure
Atrophaneura priapus ou Papillon chauve-souris de Priape est une espèce de lépidoptères (papillons) de la famille des Papilionidae. Cette espèce est endémique de l'île de Java en Indonésie.

## Description

### Imago
Atrophaneura priapus est un grand papillon. Le dimorphisme sexuel est faible.  
Chez le mâle les ailes antérieures sont marron foncé avec des veines de même couleur et elles sont plus claires autour des veines. Les ailes postérieures sont dentelées, sans queues. Elles sont de couleur noire avec une partie submarginale et marginale blanc crème ornée d'une rangées de macules noires dans la partie submarginale et d'une autre rangée de macules noires marginales. Le revers et l'avers sont similaires, mais à l'avers les macules noires marginales sont plus grandes et se rejoignent . 
La femelle se distingue du mâle par des ailes plus larges et par des ailes postérieures plus claires à l'avers, plutôt marron que noire. 

Chez les deux sexes le corps est noir mais le dessus de la tête et les côtés du thorax sont jaune clair tandis que les côtés et le dessous de l'abdomen sont jaune orangé avec des rayures noires. 

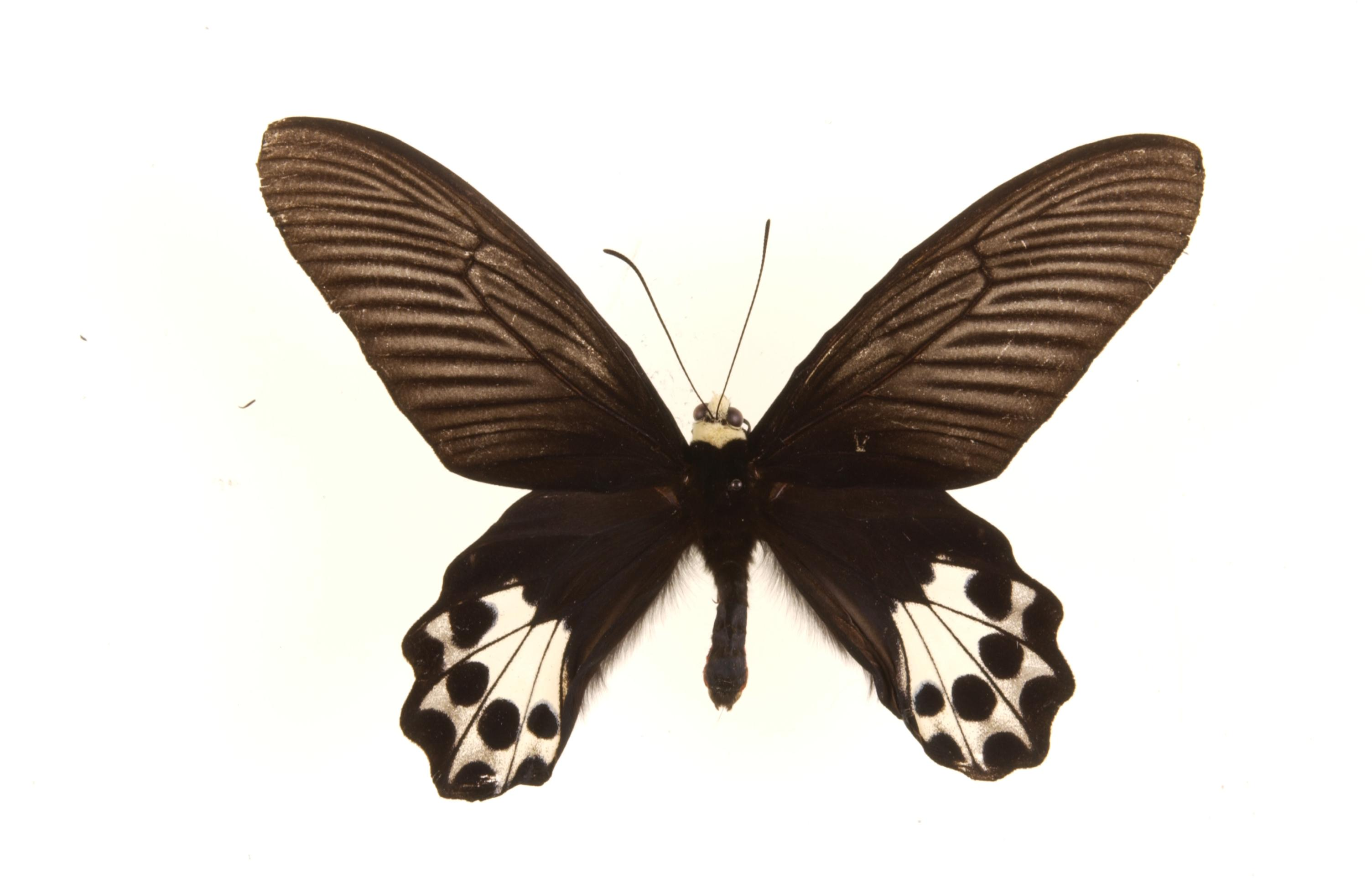
Atrophaneura priapus (illustration)

## Écologie
L'écologie de cette espèce est mal connue et la plante hôte n'a pas été identifiée. Les chenilles passent par cinq stades avant de se changer en chrysalide. Comme toutes les espèces de Papilionidae elles possèdent probablement un osmeterium derrière la tête qu'elles sortent quand elles se sentent menacées.

## Habitat et répartition
Atrophaneura priapus est endémique de l'île de Java située en Indonésie dans la région tropicale. Selon certaines sources  elle serait aussi présente dans le sud de l'île de Sumatra mais il est plus probable qu'il s'agisse d'Atrophaneura sycorax carolinae,. Ce papillon vit dans les milieux boisés. Il a été observé dans des forêts secondaires (de type tropicales humide), dans des forêts de plantations et sur des sites touristiques.

Carte de l'île de Java
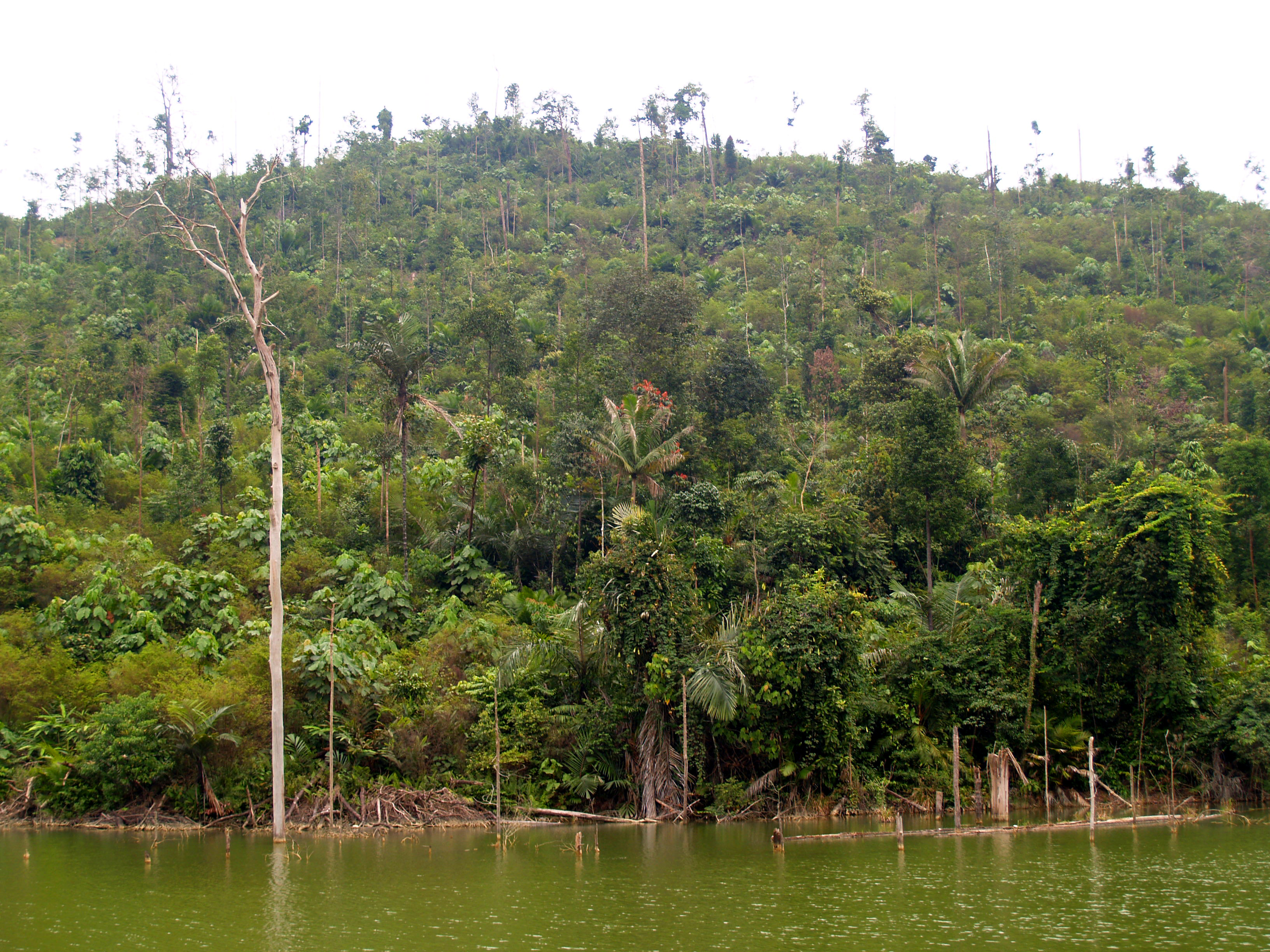
Forêt de Java (Bogor, ouest de Java)

## Systématique
L'espèce Atrophaneura priapus a été décrite en 1836 par Jean-Baptiste Alphonse Dechauffour de Boisduval dans son Histoire naturelle des insectes sous le nom Papilio priapus. Atrophaneura priapus fait partie du groupe d'Atrophaneura nox. Les espèces les plus proches sont Atrophaneura luchti qui vit également à Java et Atrophaneura sycorax dont la sous-espèce carolinae était autrefois confondue avec Atrophaneura priapus.

### Sous-espèces
- A. p. priapus : ouest de Java[4]
- A. p. dilutus Fruhstorfer, 1895 : est de Java
- A. p. hageni Rogenhofer, 1889

## Atrophaneura priapuset l'Homme

### Nom vernaculaire
En anglais Atrophaneura priapus est appelé "White-head Batwing".

### Menaces et conservation
L'espèce est considérée comme "préoccupation minimale" par l'UICN. En 1985 elle n'était pas considérée comme menacée mais sa situation était et reste mal connue. Atrophaneura priapus pourrait souffrir de la dégradation de son environnement, notamment par la déforestation, qui progresse rapidement sur son aire de répartition. 